# Augusto Alberici
Pour les articles homonymes, voir Alberici.
Augusto Alberici, né en septembre 1846 dans le rioni de Trastevere à Rome, et mort le 1er janvier 1922, est un peintre italien et un collectionneur d'art.

## Biographie
Augusto Alberici est né en septembre 1846 à Rome, à Trastevere. Son père est un capitaine (marin) de Gaeta. Sa mère est romaine. Il est formé par Toglietti à l'Accademia di San Luca. Il y étudie la peinture d'histoire et le paysage. Il obtient au début de sa carrière le parrainage de deux mécènes, l'ingénieur Giovanni Battista Marotti et Giovanni Frontini. Sa demeure est somptueuse et riche d'une galerie d'objets d'art anciens et d'une collection numismatique. Il peint principalement des scènes historiques et des paysages. Il meurt le 1er janvier 1922.

## Œuvres
- La neige[2]
- Anticoli[2]
- Le retour à la campagne[2]
- La bataille de Crescentino livrée par Emanuele Filiberto[1],[2]
- Passage du Rubicon par Jules César[1],[2]